# La frontiera del drago
La frontiera del drago è una riduzione televisiva del romanzo cinese I Briganti.  
Si tratta di una co-produzione tra la Cina e il Giappone.
Lo sceneggiato è stato trasmesso dalla RAI verso la fine degli Anni Settanta.

## Trama
Kao Chiu, un governatore corrotto e malvagio, profana una montagna sacra, liberando gli spiriti di antichi guerrieri ribelli.
Anni dopo, gli eroi in cui questi spiriti si sono reincarnati lo combattono epicamente.
Dopo lunghe vicende, combattimenti e battaglie, Kau Chiu sarà smascherato e portato alla disfatta.

## Episodi
| nº | Titolo originale                  | Prima TV | Titolo italiano                     | Prima TV Italia |  |
| -- | --------------------------------- | -------- | ----------------------------------- | --------------- |  |
| 1  | Daisôkoku no ryûsei               |          | La dimora delle stelle              |                 |  |
| 2  | Sôshû no neppû                    |          | Il giudice giusto                   |                 |  |
| 3  | Both At Last Will Reach The Sea   |          | Il carcere del pugnale e del veleno |                 |  |
| 4  | Ever busy are the gods of love    |          | La fuga di Lin Ciung                |                 |  |
| 5  | A Treasure of gold and jade       |          | Il tesoro di oro e di giada         |                 |  |
| 6  | Bandits who steal are executed    |          |                                     |                 |  |
| 7  | How easy to die, how hard to live |          |                                     |                 |  |
| 8  | A man's only happiness            |          | Il tradimento                       |                 |  |